# Kunst en Kennis
Kunst en Kennis was een vereniging van leerlingen en oud-leerlingen van de Koninklijke Academie voor Schone Kunsten van Gent.
De vereniging bracht zowel de beeldende kunstenaars als de architecten samen.
Het was een vriendenvereniging die tentoonstellingen inrichtte en verder wedstrijden, lezingen, primusfeesten en studiereizen organiseerde. In 1898 hielden ze hun eerste tentoonstelling. In 1903 verscheen het eerste nummer van hun tijdschrift Kunst en Kennis.
Stichter en jarenlange voorzitter was architect Oscar Van de Voorde.
Leden waren onder anderen Frits Van den Berghe, Jan Frans De Boever, Albert Saverys, Raphaël De Buck, Jules De Praetere, Albert Van Huffel, Geo Verbanck en Edmond De Maertelaere.